# Francavilla al Mare
Francavilla al Mare är en stad och kommun i provinsen Chieti i regionen Abruzzo, Italien. Kommunen hade 25 877 invånare (2018).